# UETPA a PortAventura
Els UETPA a PortAventura són els premis rebuts per PortAventura. Els UETPA (de l'anglès Ultimate European Theme Parks Awards) són uns premis que s'atorguen anualment als diversos parcs temàtics europeus; van néixer el desembre de 2002 amb la col·laboració de dos llocs web francòfons dedicats als parcs temàtics: Central Park i AmeWorld. Ja existien en aquella època nombrosos sondeigs de tota classe sobre els parcs temàtics i d'atraccions, però cap d'ells no es dedicava realment als parcs europeus.

## 2002

### Dragon Khan
- Premi a la 3a millor coaster d'Acer a Europa.
- Premi a la 3a millor coaster a Europa.

### Stampida
- Premi del 3r millor coaster de Fusta a Europa.

### Templo del Fuego
- Premi a la millor Atracció d'Efectes Especial a Europa.
- Premi al 5è millor Logo a Europa.

### Tutuki Splash
- Premi a la 2a millor Atracció d'Aigua a Europa.

### Fort Frenzee
- Premi al 9è millor Espectacle a Europa.

### FiestAventura
- Premi al millor Espectacle de nit a Europa.

### Halloween
- Premi al 2n millor Esdeveniment a Europa.

### PortAventura
- Premi al 3r millor Parc a Europa.
- Premi al millor Parc Temàtic a Europa.

- Premi del Parc amb el 2n millor valor per a diners a Europa.
- Premi del Parc amb el 3r millor restauració a Europa.
- Premi del Parc amb el 3r millor Marqueting a Europa.
- Premi del Parc amb el 4t millor Departament Tècnic a Europa.
- Premi al 4t millor mapa del Parc.
- Premi a la 4a millor web oficial.
- Premi a la 4a millor mascòta del Parc.

## 2003

### Dragon Khan
- Premi de la 6º millor coaster d'Acer a Europa.

### Stampida
- Premi del 3º millor coaster de Fusta a Europa.

### El diablo, Tren de la Mina
- Premi de la 10º Millor coaster Familiar a Europa.

### Sea Odyssey
- Premi de la 7º Millor atracció Familiar a Europa.

### Tutuki Splash
- Premi a la 4º millor Atracció d'Aigua a Europa.

### Templo del Fuego
- Premi de la millor Atracció d'Efectes Especial a Europa.
- Premi de la 7º Millor Atracció tematitzada a Europa.

### FiestAventura
- Premi de la 2º millor Espectacle de nit a Europa.

### Halloween
- Premi del 3º millor Esdeveniment a Europa.

### PortAventura
- Premi del 3º Millor Parc d'Europeu.
- Premi del 4º Millor Premi de Parc d'europeu de la Millor proporció qualitat/preu d'un Parc europeu.
- Premi del 3º Millor servei Alimentari en un Parc europeu.
- Premi del Parc amb el 3º millor Maqueting a Europa.
- Premi del Parc amb el 3º millor Departament Tècnic a Europa.
- Premi de la 4º Millor Espai Verd / Netedat en un Parc europeu.
- Premi de l'equip de la 4º Millor Parc Europeu.
- Premi del 6º Millor Admirador Europeu Parc de Tema amistós.
- Premi del 7º millor mapa del Parc.
- Premi de la 4º millor web oficial.
- Premi de la 4º Millor Campanya Publicitària per a un europeu Parc.

## 2004

### Dragon Khan
- Premi de la 2º millor coaster d'Acer a Europa.

### Stampida
- Premi del 2º millor coaster de Fusta a Europa.

### El diablo, Tren de la Mina
- Premi de la 6º Millor coaster Familiar a Europa.

### Tutuki Splash
- Premi a la 2º millor Atracció d'Aigua a Europa.

### Templo del Fuego
- Premi de la millor Atracció d'Efectes Especial a Europa.
- Premi de la 4º Millor Atracció tematitzada a Europa.
- Premi de la 9º Millor Banda Sonora per a una atracció a Europa.

### Sea Odyssey
- Premi de la 8º Millor Atracció tematitzada a Europa.
- Premi de la 6º Millor Banda Sonora per a una atracció a Europa.

### El Sol de Oriente
- Premi de la 7º Millor Espectacle de Dia a Europa

### FiestAventura
- Premi de la 2º millor Espectacle de nit a Europa.

### Halloween
- Premi del Millor Esdeveniment a Europa.

### PortAventura
- Premi del Parc d'Europeu amb les 3º Millors coasters/Atraccions
- Premi del 2º Millor Parc d'Europeu Amb la millor Tematització.
- Premi del 2º Millor Premi de Parc d'europeu de la Millor proporció qualitat/preu d'un Parc europeu.
- Premi del 3º Millor servei Alimentari en un Parc europeu.
- Premi del Parc amb el 2º millor Maqueting a Europa.
- Premi del Parc amb el 3º millor Departament Tècnic a Europa.
- Premi de la 3º Millor Espai Verd/Netedat en un Parc europeu.
- Premi de l'equip de la 3º Millor Parc Europeu.
- Premi del 3º Millor Admirador Europeu Parc de Tema amistós.
- Premi del 3º millor mapa del Parc.
- Premi de la 4º millor web oficial.

## 2005

### Hurakan Condor
- Premi de la Millor atracció Nova 2005 a Europa.
- Premi de la Millor atracció a Europa.

### Dragon Khan
- Premi de la 2º millor coaster d'Acer a Europa.

### Stampida
- Premi del 2º millor coaster de Fusta a Europa.

### Tomahawk
- Premi del 10º Millor atracció Familiar a Europa.

### Tutuki Splash
- Premi a la 2º millor Atracció d'Aigua a Europa.